# UCMS WorkForce
UCMS WorkForce — система по управлению персоналом, разработанная компанией UCMS Group.
Система предназначена для компаний различного масштаба, структуры и сфер деятельности, позволяет эффективно выстроить и автоматизировать основные операции в сфере управления человеческими ресурсами.
Распространяется по модели "программное обеспечение на условиях аренды" (software as a service, SaaS).

## Архитектура системы
Система представляет собой оболочку, созданную на базе платформы Quinyx, позволяющей разрабатывать необходимые бизнес-приложения (Business Skins). Платформа была специально разработана для создания приложений, которые включают в себя все необходимое для централизованной установки с безопасным удаленным доступом через интернет или частную глобальную сеть (WAN). Сама платформа, несмотря не web-ориентированность, работает исключительно под InternetExplorer.
Платформа Quinyx поддерживает мульти-национальные и многоязыковые возможности и является масштабируемой, что позволяет удовлетворить потребности как небольших компаний, которых удовлетворяет стандартная настройка, так и международных корпораций с десятком тысяч сотрудников, которым требуется специфическая функциональность. Все настройки производятся с использованием инструментария Quinyx, при этом изменения исходного кода не требуется.
В Quinyx входят 3 функциональных слоя: Externus, Internus и Fundamentum.

### Externus
Определяет интерфейс пользователя, предоставляет соответствующий веб-портал, поддерживающий любое количество переключаемых фреймов и используется для создания бизнес-форм, специфичных для компании. На уровне Externus применяется независимая двухслойная модель форм, части которых можно использовать повторно: слой «Фронт», управляющий представлением данных на формах, кастомизируемых пользователем и слой «Бэк», используемый для получения и преобразования данных из различных источников.

### Internus
Определяет бизнес-логику «бизнес-оболочек», предоставляя автоматически создаваемые веб-сервисы для вычислений, в том числе элементарные, такие как пособия и премии, удержания и т. д. Кроме того, на этом уровне осуществляется доступ к сложным функциям, таким как сценарии расчета заработной платы, описания отчётов или интеграционных моделей. На уровне Internus применяется внутренний современный язык для веб-сервисов, кастомизируемых пользователем.

### Fundamentum
На уровне Fundamentum контролируется сохранение и извлечение данных с использованием эффективной методологии конверсии между метаданными базы данных и XML-данными. На этом же уровне реализован механизм уведомлений при изменениях в базе данных. Также Fundamentum включает в себя встроенный механизм защиты и утверждений.

## Функциональность системы
Система Quinyx WorkForce состоит из SaaS-сервисов, реализующих следующие функции.

### Управление кадрами
- Ведение персональных записей сотрудников
- Ведение табелей учёта рабочего времен
- Проведение кадровых операции
- Создание управленческих отчётов по кадровому учёту

### Подбор персонала
- Работа с заявками на вакансию
- Управление списком кандидатов
- Работа с мероприятиями по подбору

### Оценка персонала
- Автоматизация процессов оценки персонала
- Оценка методом «360 градусов»
- Интеграция с модулем «Обучение персонала»

### Развитие персонала
- Планирование обучения
- Работа с заявками сотрудников на обучение
- Создание интеллектуальных форм
- Интеграция с модулем «Оценка персонала»

### Расчет заработной платы
- Расчет заработной платы
- Выплата заработной платы
- Подготовка платежных документов в составе определенной конфигурации

### Учёт рабочего времени
- Планирование рабочего времени
- Создание собственных конфигураций

### Самообслуживание сотрудников
- Создание персональных записей сотрудников
- Работа с табелями учёта рабочего времени
- Регистрация заявок
- Просмотр и печать отчётов

## Рейтинг
Система Quinyx WorkForce была отнесена к самому высокому классу HRM-систем (классу «А») по данным исследования независимого аналитического центра TAdviser.

## Крупнейшие реализованные проекты
- Perfetti Van Melle[2]
- L’Oreal[3]